# Костівщина
Костівщина — геологічна пам'ятка природи місцевого значення. Об'єкт розташований на території Черкаського району Черкаської області, село Монастирок, стіни яру і схил гори «Костівщина» з боку Дніпра.
Площа — 3 га, статус отриманий у 1982 році.

## Галерея

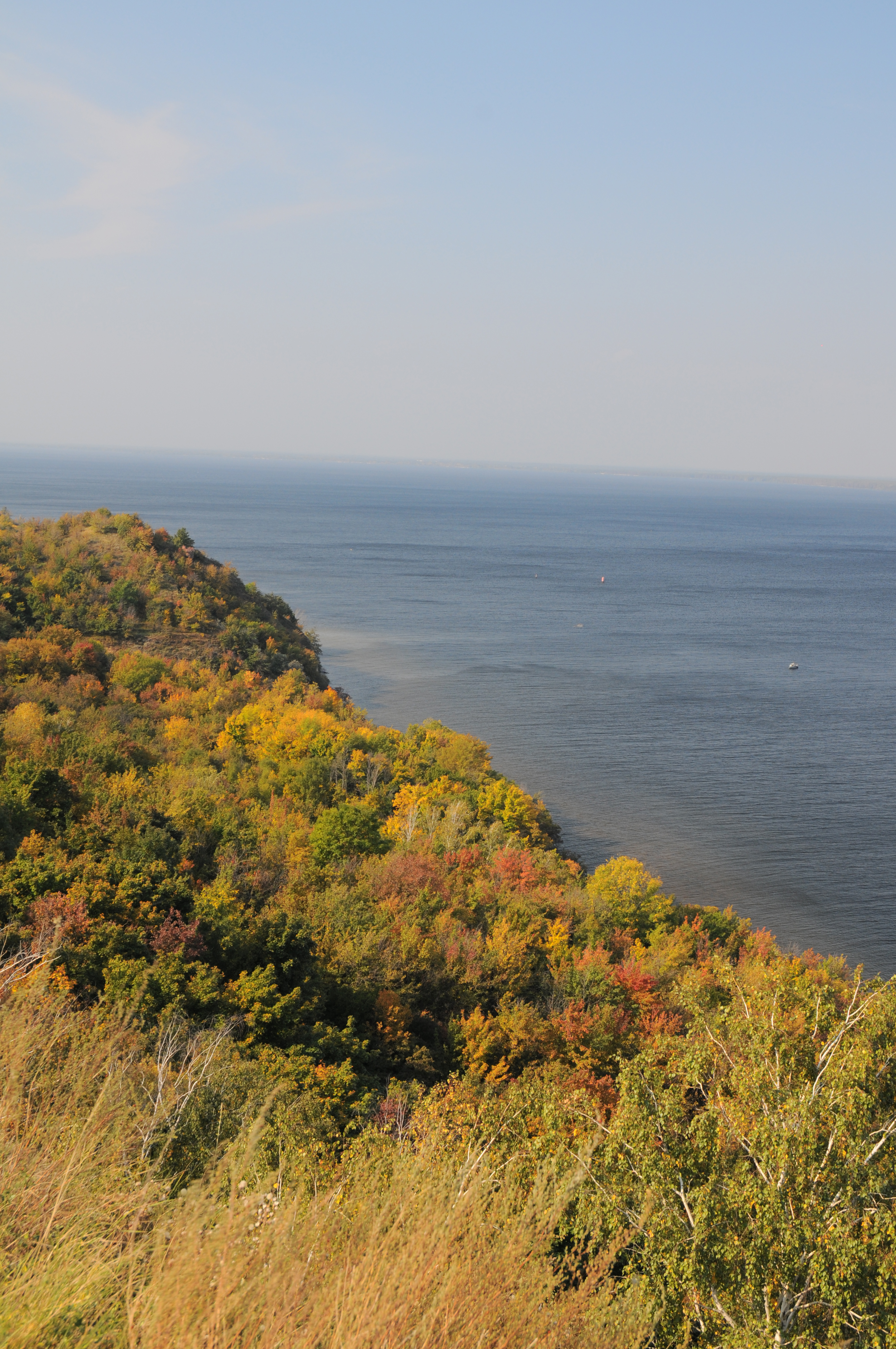
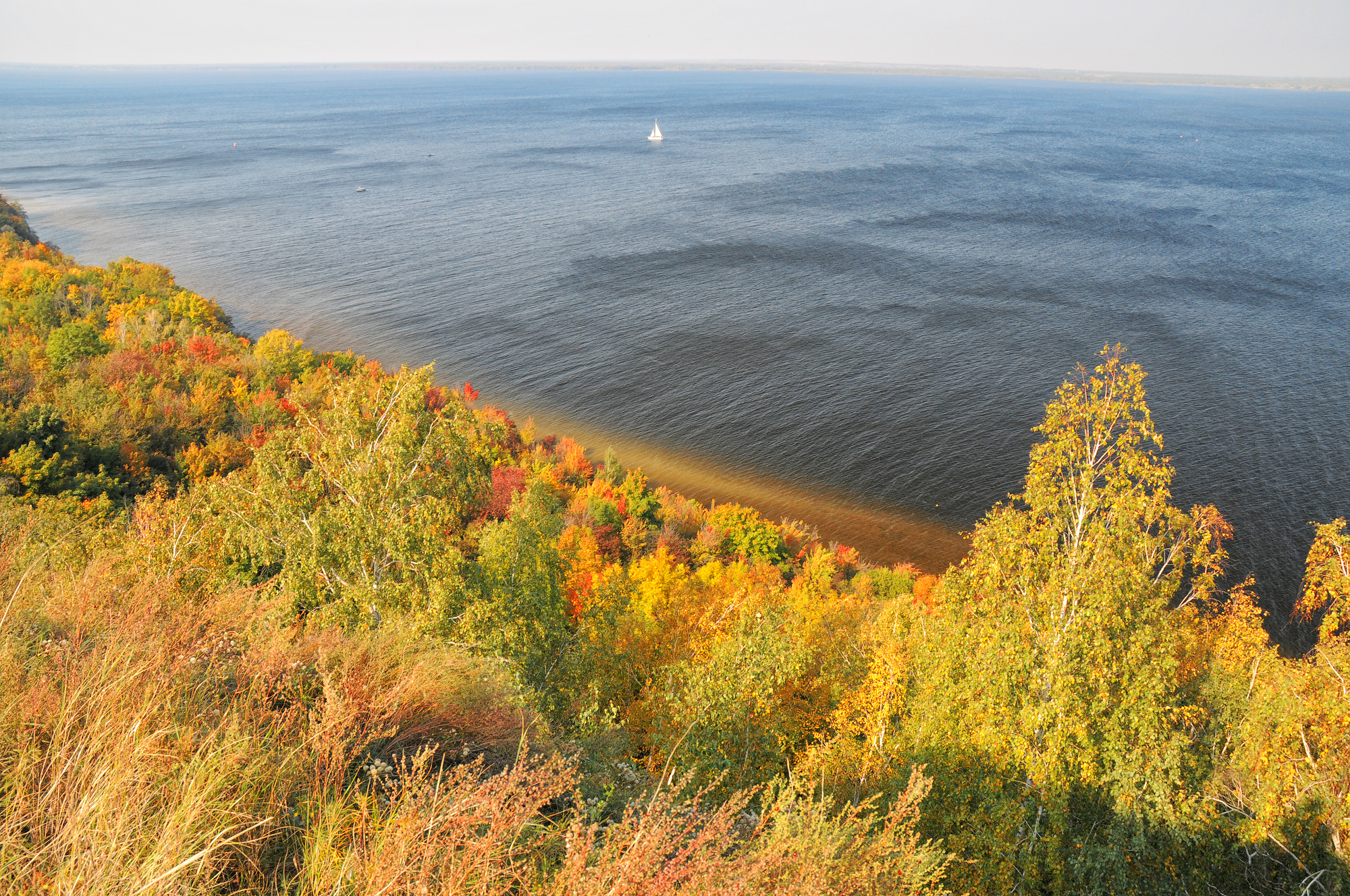